# Katar a 2011-es úszó-világbajnokságon
Katar a 2011-es úszó-világbajnokságon két úszóval vett részt.

## Úszás
Férfi
| Versenyző           | Esemény                       | Selejtező | Selejtező | Elődöntő          | Elődöntő          | Döntő             | Döntő             |
| Versenyző           | Esemény                       | Idő       | Helyezés  | Idő               | Helyezés          | Idő               | Helyezés          |
| ------------------- | ----------------------------- | --------- | --------- | ----------------- | ----------------- | ----------------- | ----------------- |
| Ahmed Atari         | Férfi 50 méteres hátúszás     | 32.37     | 34        | Nem jutott tovább | Nem jutott tovább | Nem jutott tovább | Nem jutott tovább |
| Ahmed Atari         | Férfi 400 méteres vegyesúszás | 5:16.80   | 34        |                   |                   | Nem jutott tovább | Nem jutott tovább |
| Adbulrahman Alishaq | Férfi 50 méteres hátúszás     | DNS       | DNS       | Nem jutott tovább | Nem jutott tovább | Nem jutott tovább | Nem jutott tovább |
| Adbulrahman Alishaq | Férfi 400 méteres vegyesúszás | DNS       | DNS       |                   |                   | Nem jutott tovább | Nem jutott tovább |